# Jeux d'Amérique centrale et des Caraïbes
Les Jeux d'Amérique centrale et des Caraïbes (officiellement Juegos Centroamericanos y del Caribe) sont une compétition multisports organisée tous les quatre ans depuis 1926. Elle rassemble tous les pays d'Amérique centrale et des Caraïbes ainsi que le Mexique, les Bermudes, la Guyane, le Suriname et le Guyana. La compétition est organisée par l'Organisation sportive d'Amérique centrale et des Caraïbes (Centro Caribe Sports). Cuba est le pays qui y a remporté le plus de médailles, notamment depuis sa participation aux Jeux de San Juan en 1966 qui fit l'objet d'un conflit politique avec les États-Unis au cours duquel le CIO a définitivement imposé sa tutelle sur ces jeux régionaux.

## Éditions
| Édition | Lieu                       | Dates               | Nations | Sports | Athlètes |
| ------- | -------------------------- | ------------------- | ------- | ------ | -------- |
| 1926    | Mexico                     | 30/10 au 02/11/1926 | 3       | 9      | 269      |
| 1930    | La Havane                  | 15/03 au 15/04/1930 | 9       | 9      | 606      |
| 1935    | San Salvador               | 16/03 au 05/04/1935 | 9       | 13     | 741      |
| 1938    | Panama                     | 5 au 24/02/1938     | 10      | 16     | 1216     |
| 1946    | Barranquilla               | 5 au 25/03/1946     | 13      | 17     | 1540     |
| 1950    | Guatemala                  | 28/02 au 12/03/1950 | 14      | 19     | 1390     |
| 1954    | Mexico                     | 5 au 20/03/1954     | 12      |        | 1356     |
| 1959    | Caracas                    | 6 au 15/01/1959     | 12      | 17     | 1150     |
| 1962    | Kingston                   | 15 au 28/08/1962    | 15      |        | 1559     |
| 1966    | San Juan                   | 11 au 25/07/1966    | 18      |        | 1689     |
| 1970    | Panama                     | 28/02 au 13/03/1970 | 21      |        | 2095     |
| 1974    | Saint-Domingue             | 27/02 au 13/03/1974 | 23      | 18     | 1928     |
| 1978    | Medellín                   | 7 au 28/07/1978     | 21      | 18     | 2605     |
| 1982    | La Havane                  | 7 au 18/08/1982     | 19      |        | 2420     |
| 1986    | Santiago de los Caballeros | 24/06 au 05/07/1986 | 26      | 25     | 2963     |
| 1990    | Mexico                     | 20/11 au 03/12/1990 | 29      |        | 4206     |
| 1993    | Ponce                      | 19 au 30/11/1993    | 32      |        | 3570     |
| 1998    | Maracaibo                  | 8 au 22/08/1998     | 31      |        | 5200     |
| 2002    | San Salvador               | 19 au 30/11/2002    | 31      | 37     | 7000     |
| 2006    | Carthagène des Indes       | 15 au 30/07/2006    | 32      | 37     | 4865     |
| 2010    | Mayagüez                   | 17/07 au 01/08/2010 | 31      | 42     | 5204     |
| 2014    | Veracruz                   | 14 au 30/11/2014    | 31      | 43     | 5707     |
| 2018    | Barranquilla               | 20/07 au 05/08/2018 | 37      | 36     | 5854     |
| 2023    | San Salvador               | 23/06 au 08/07/2023 |         |        |          |
| 2026    | Saint-Domingue             |                     |         |        |          |

## Disciplines
Plusieurs disciplines sportives sont pratiquées lors des Jeux, dont :
- Athlétisme aux Jeux d'Amérique centrale et des Caraïbes ;
- Football aux Jeux d'Amérique centrale et des Caraïbes ;
- Volley-ball : épreuve masculine, épreuve féminine.